# 曼谷地鐵
曼谷地鐵（音素換寫：Rt̄hfịf̂ā mh̄ānkhr，意為地鐵，英語簡稱：MRT）是泰國曼谷的地鐵系統。現時，曼谷地鐵共有兩條地鐵路線，以及兩條單軌鐵路，另外有一條興建中的地鐵新路線預計於2024~2025年之間啟用。
曼谷地鐵首條路線藍線在2004年7月啟用，從城市北端連到城市中心，共設有19個車站。蓝线和其19个车站，全部由日本政府透过日本国际协力银行资助，每个车站都有象征日泰友好的纪念资助牌匾。第二條路線紫線則於2016年6月啟用，延伸系統至曼谷外的暖武里府。
曼谷地鐵是軌道運輸標竿聯盟（NOVA）的成員之一。

## 歷史
曼谷地鐵最初在特許經營權框架下開始興建，藍線的民用基礎設施由政府部門泰國地鐵局（MRTA）提供，營運權在路線啟用首25年內移交予特許經營者，曼谷高速公路與地下鐵路公眾有限公司（BEM）是唯一一家中標藍線特許權合同的私營公司。作為藍線的特許經營商，BEM為地鐵項目提供機電設備，包括列車、信號系統、SCADA、通信設備及月台幕門等，並負責營運地鐵系統。BEM公司其後再將路線的維修事務分包予供應商西門子（Siemens）。

### 藍線
曼谷地鐵的第一條路線藍線（正式名稱為差隆拉差蒙坤線）工程於1996年11月19日展開。然而，翌年因遇上亞洲金融風暴，加上在曼谷的積水土壤深處中建造大型地下結構，使土木工程具挑戰性，因而令路線完工時間延遲。
藍線於2004年4月13日開放了為期數週的公眾試用期。同年7月3日，普密蓬國王和詩麗吉王后在晚上主持藍線開幕儀式，標誌曼谷地鐵正式投入服務。然而，路線在經歷啟用初期的試乘人潮後，雖然票價削減一半至每程10至15泰銖，但客流量仍在每天約18萬人次徘徊，遠低於原本預計的40萬人次。2014年，日均乘客量亦僅升至25萬人次。
2011年中起隨著紫線建設，藍線也開始建設延長線，將路線由原本的挽賜站（Bang Sue）至華喃峰站（Hua Lamphong），向西側延長。2017年8月，藍線延長至島本站，成為與紫線的轉乘站。2019年7月至12月間，西側延長線部分分段啟用，令藍線成為一條以逆6字型營運的路線。外圈列車在塔帕站上層月台起行，順時針圍繞曼谷一圈後，經塔帕站下層月台向西行前往叻松站。內圈列車在叻松站起行，經塔帕站下層月台逆時針圍繞曼谷一圈後，以塔帕站上層月台為終點站。

### 紫線
紫線（正式名稱為查隆拉差當線）是曼谷捷運第二條地鐵路線，紫線的建築工程分為六份合同，其中三份為土木工程，還包括藍線延長至島本站的工程。合同於2009年底至2010年初簽署，原定於2014年底完工，但是2011年泰國洪水使該線路建設推遲了近一年。
2016年8月紫線啟用，但是藍線延伸至島本的工程被推遲，因此紫線開通後未能按計劃與藍線換乘。這導致紫線使用率低。即使票價降低，該線路每天也只能吸引約22,000名乘客，而目標是100,000人次。2017年8月藍線終於延長至島本站，成為與紫線的轉乘站，紫線乘客量顯著增加。

### 黃線
黃線最初由日本顧問於1990年代中期提出，2012年黃線完成細部設計，確定採用單軌技術。2013年2月OTP表示黃線的招標將在2014年進行。2014年泰國政變導致新的軍政府成立，招標被暫停，之後軍政府指示黃線改為PPP招標，招標流程於2016年中發布，並由中泰合資公司得標。黃線的建設於2018年3月開始，在經過5年建設後，黃線自2023年6月3日至6月19日間陸續開始運營。

### 粉紅線
粉紅線最初由運輸和交通政策規劃辦公室於2005年提出，作為一條重型鐵路系統地下線路。2008年，為了降低建設成本，改為單軌鐵路線。粉紅線原定於2013年第三季進行招標，然而，由於車輛選擇和反政府示威導致招標準備工作出現延誤，2014年2月上旬的全國選舉动荡，和2014年5月的泰国政變導致招標被進一步推遲，直到2016年中才發布粉紅線招標信息，並由中泰合資公司得標。粉红线的建設於2017年12月開始，經過近6年建設後，曼谷单轨铁路粉红线在2023年11月21日開始試營運，2024年1月3日正式開通。另外長2.8公里、设置2个车站的蒙通他尼会展中心专线已于2022年开始兴建。

## 路綫

### 營運路線

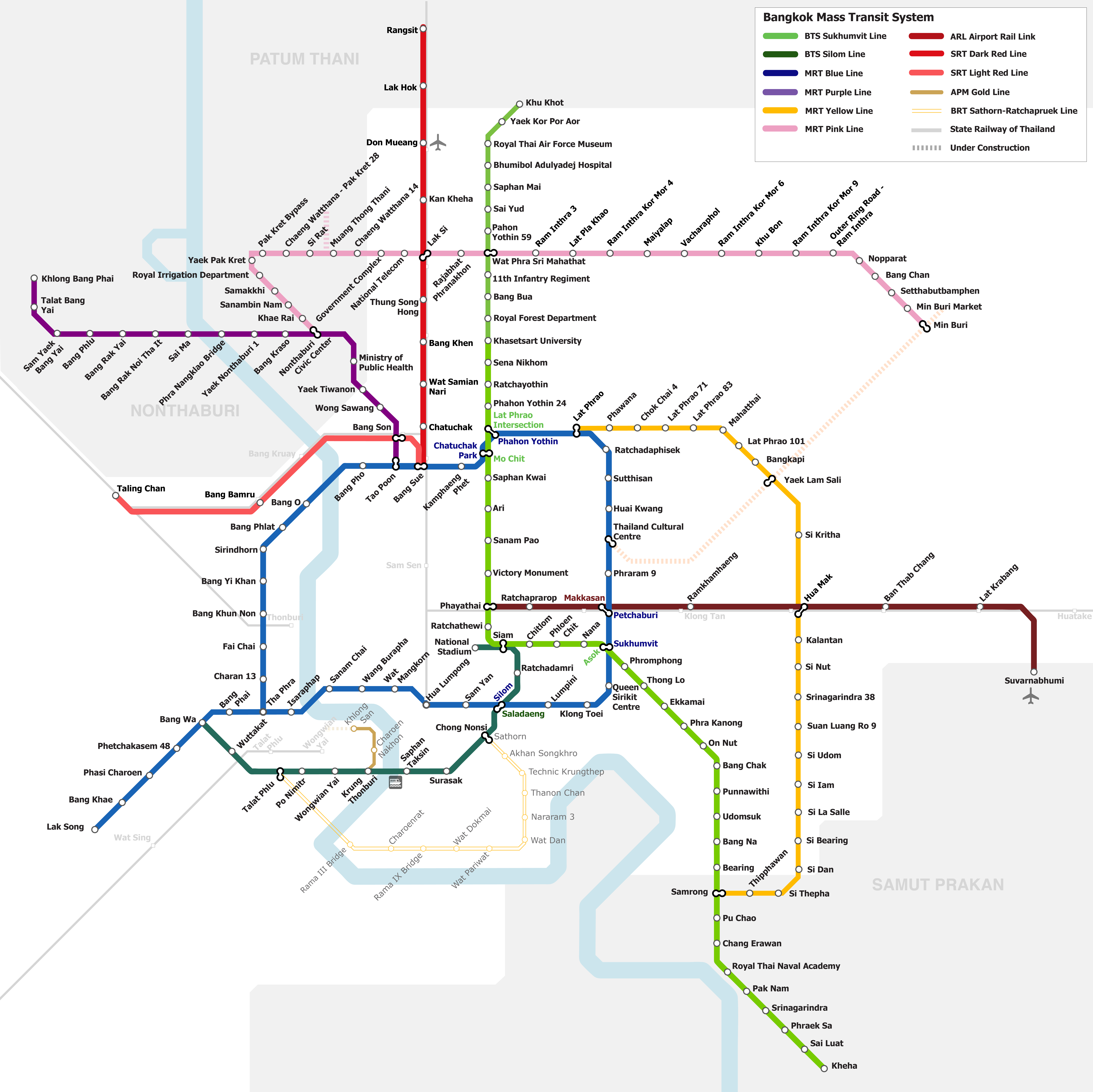
曼谷城市轨道交通路線圖

| 標誌 | 路線   | 車站數目 | 總長度 （公里） | 總長度 （英里） | 營運區間                | 日均客流量（2025年1月） | 開通時間 | 開通時間 |
| 標誌 | 路線   | 車站數目 | 總長度 （公里） | 總長度 （英里） | 營運區間                | 日均客流量（2025年1月） | 首次營運 | 最近延長 |
| ---- | ------ | -------- | --------------- | --------------- | ----------------------- | ----------------------- | -------- | -------- |
|      | 藍線   | 38       | 47              | 29              | 叻松 ↔ 塔帕             | 474206                  | 2004     | 2019     |
|      | 紫線   | 16       | 23.6            | 14.7            | 空曼派 ↔ 島本           | 72684                   | 2016     |          |
|      | 黃線   | 23       | 30.5            | 19.0            | 叻拋 ↔ 三榕             | 67770                   | 2023     |          |
|      | 粉紅線 | 30       | 34.5            | 21.4            | 暖武里市民中心 ↔ 民武里 | 50075                   | 2023     |          |
| 總計 | 總計   | 107      | 135.9           | 84.3            |                         | 664735                  | 2004     | 2023     |

### 未來規劃
目前線正在建設中，紫線南延線（島本至叻巫拉納）則在2020年4月招標，棕線亦預計於2020年末招標。
| 路線 | 車站數目 | 總長度 （公里） | 總長度 （英里） | 營運區間                  | 預計開通 |
| ---- | -------- | --------------- | --------------- | ------------------------- | -------- |
| 橙線 | 17       | 22.5            | 14.0            | 泰國文化中心 ↔ 隆高交叉口 | 2028年   |
| 橙線 | 13       | 13.4            | 8.3             | 曼坤暖 ↔ 泰國文化中心     | 2030年   |
| 紫線 | 17       | 23.6            | 14.7            | 島本 ↔ 库内               | 2027年   |

## 車輛

### 單軌列車

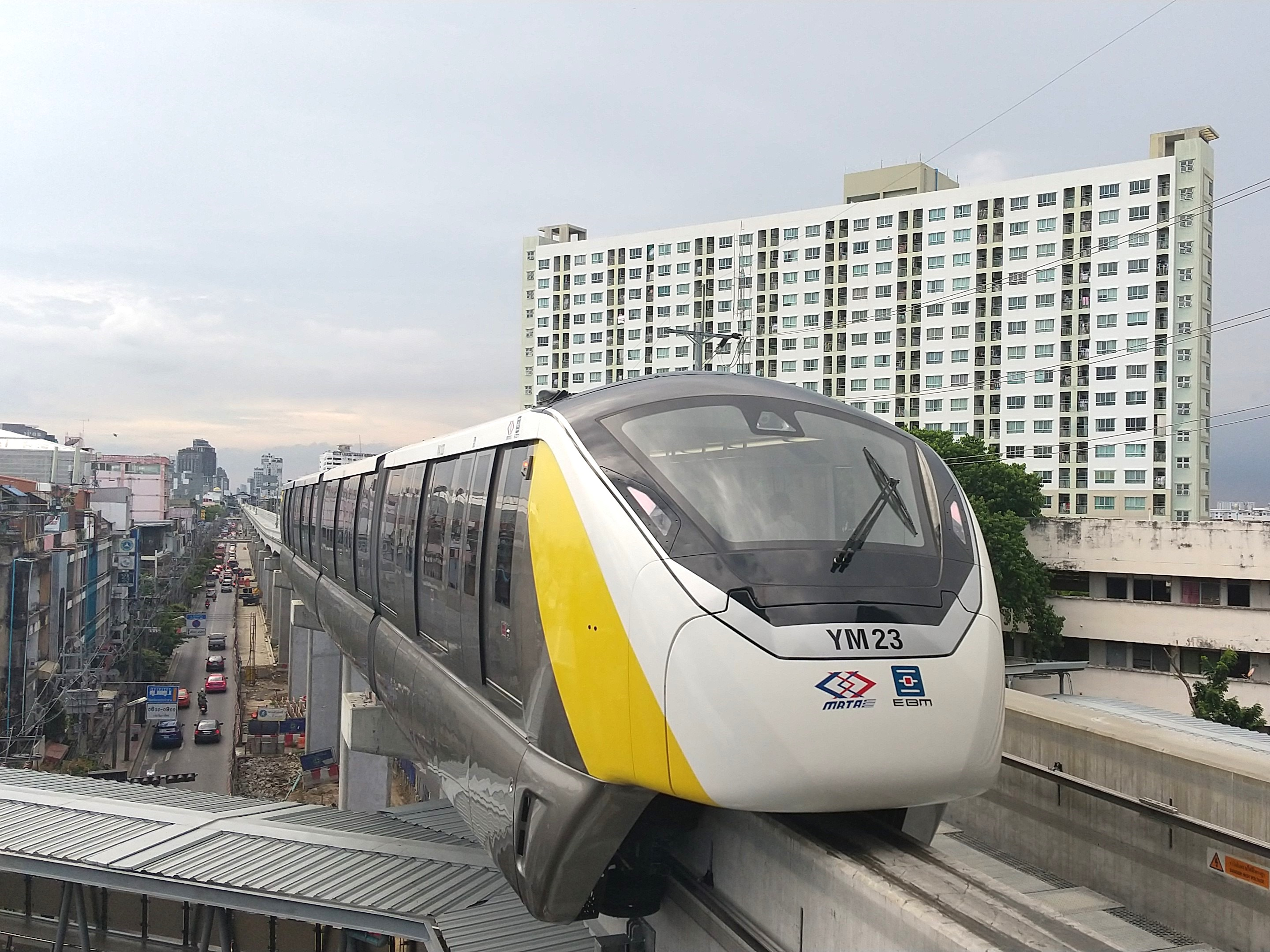
曼谷单轨黄线單軌车辆

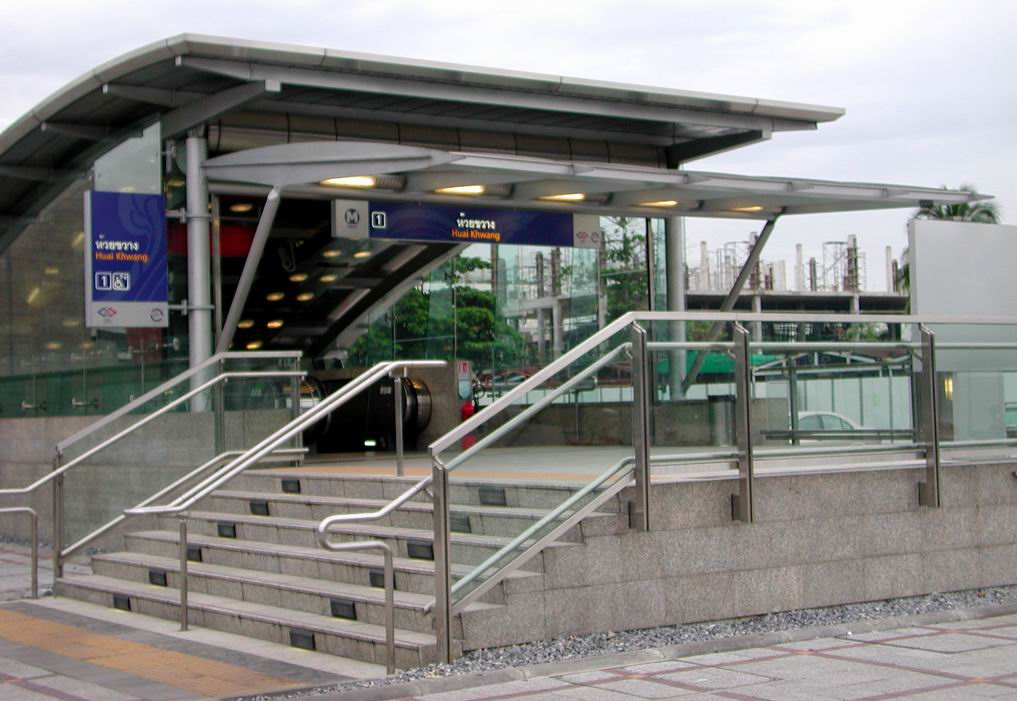
惠恭王車站入口

曼谷單軌鐵路粉紅線和黄线使用庞巴迪INNOVIA單軌300型列车，共采购70列，其中42列用于粉红线、28列用于黃线，每一列车为4节编组，4輛編組的單方向運力為24,100人/小時，8輛編組的運能為单方向49,600人/小時。

曼谷單軌鐵路列車將由位於中國蕪湖的中車浦鎮龐巴迪運輸系統公司（龐巴迪運輸與中車南京浦鎮的合資企業）製造。列车自2020年9月开始交付太方，所有车辆原定於2022年初交付，但後來被推遲，最後一組列车於2023年3月上旬交付。

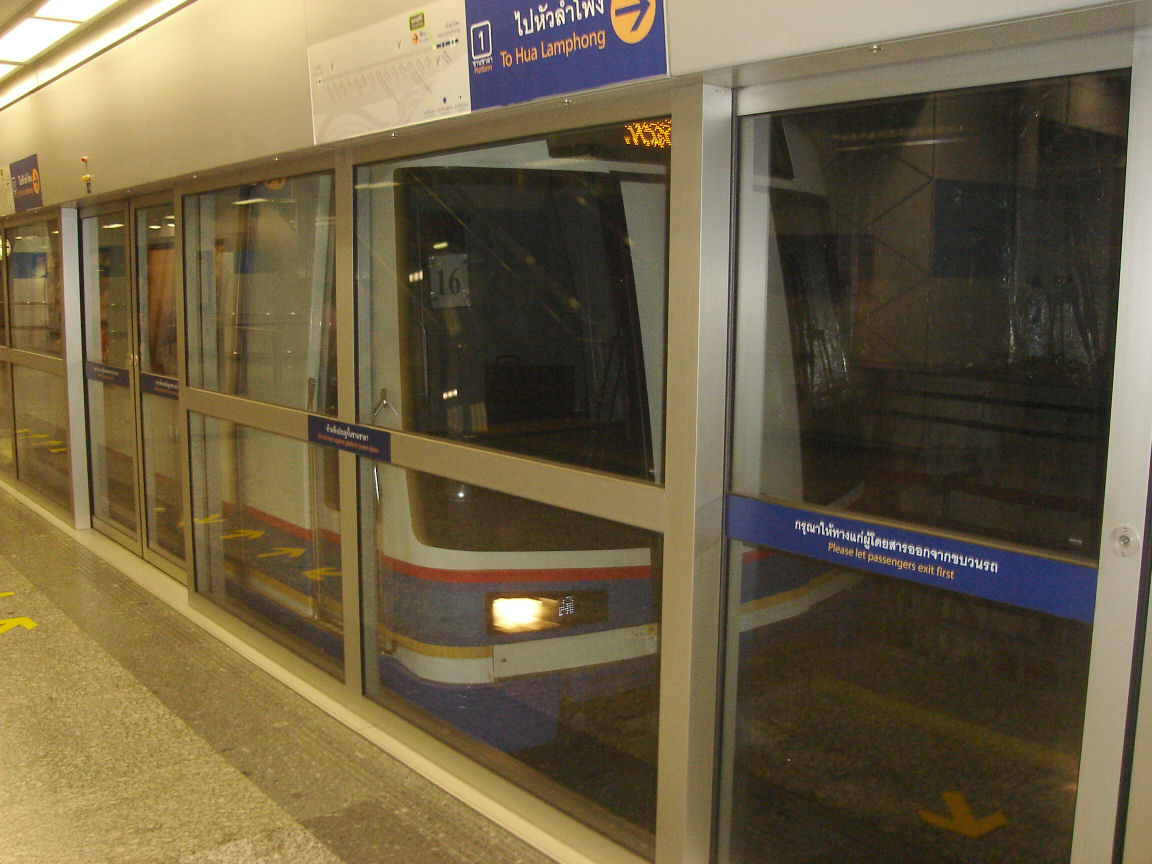
是隆車站

## 轉乘規劃
- 曼谷大众運輸系統（BTS）：曼谷地下鐵路的乘客可以在乍都节公园车站、素坤逸车站或是隆車站進行換乘。
- 蘇凡納布機場鐵路（ARL）：曼谷地下鐵路的乘客可以在目甲讪站進行換乘。
- 曼谷近郊铁路暗红线（SRT）： 曼谷地下鐵路的乘客可以在阿皮瓦曼谷中央車站進行換乘。
- 曼谷近郊铁路浅红线（SRT）：曼谷地下鐵路的乘客可以在阿皮瓦曼谷中央車站進行換乘。
- 泰國国家鐵路：曼谷地下鐵路的乘客可以在「華喃峰火車站」或挽賜車站，換乘泰國国家鐵路到泰國其他地方，另有国际线路至泰國與馬來西亞邊境的巴东勿刹站。

## 外部連結
- 曼谷地下鐵路公共有限公司的官方網站 （页面存档备份，存于）
- 曼谷捷運系統公司的官方網站 （页面存档备份，存于）
- 泰國国家鐵路的官方網站 （页面存档备份，存于）